# 귀뚜라미상과

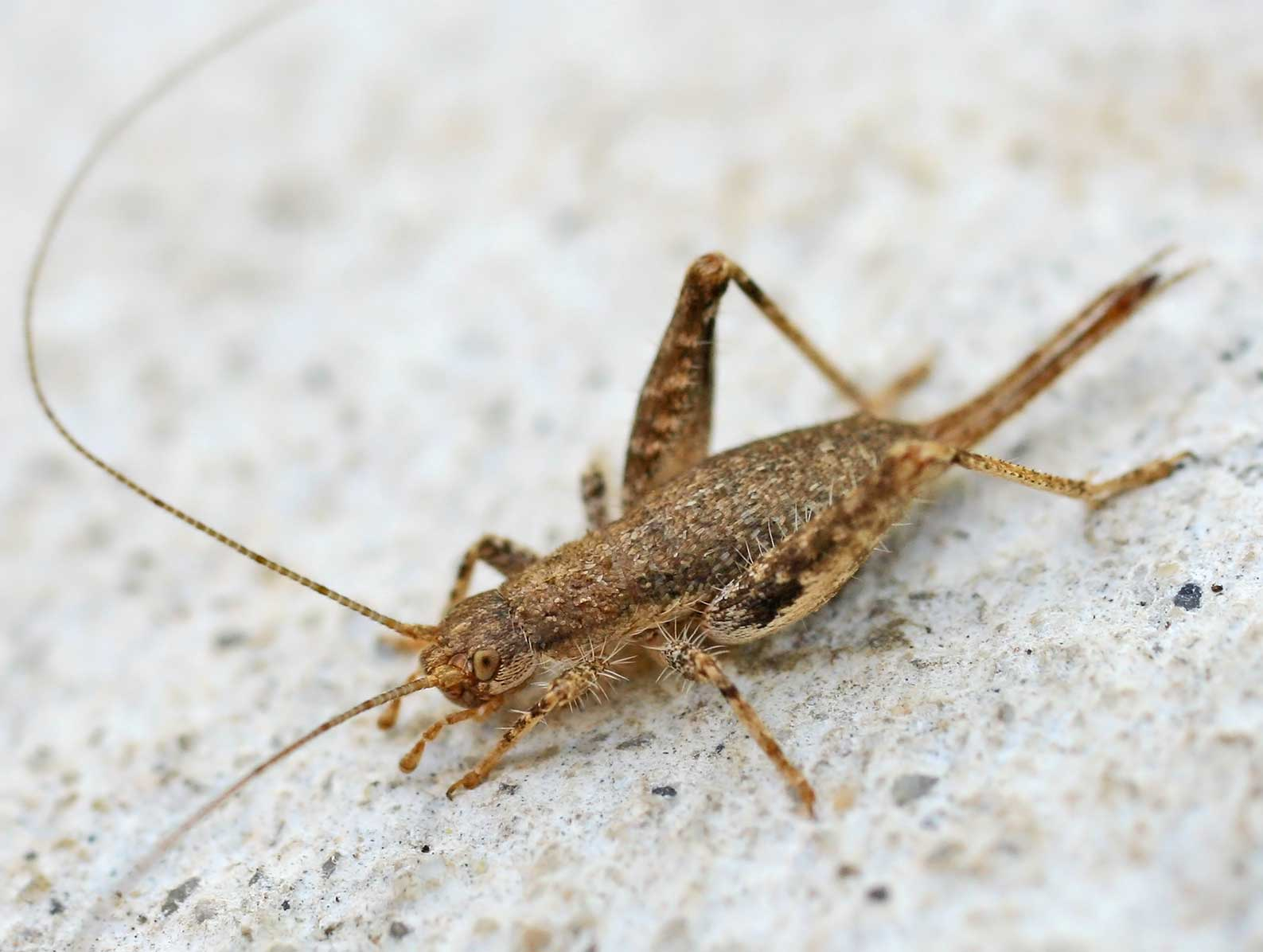

귀뚜라미상과(Grylloidea)는 메뚜기목 여치아목에 속하는 곤충 분류군이다. 여기에는 귀뚜라미과 등이 포함되며 일부는 화석에서만 알려져 있다.
귀뚜라미상과는 트라이아스기 시대에 기원하며 약 528속, 43종의 멸종종, 27속의 멸종된 종으로 알려진 약 3,700종의 생물종을 포함하고 있다.